# 斯特法諾·根特爾
斯特法諾·根特爾（義大利語：Stefano Gentile，1989年9月20日—），意大利籃球運動員，現在效力於意大利籃球聯賽球隊帕拉卡尼斯特羅甘圖籃球俱樂部。他也代表意大利國家籃球隊參賽。